# ساختمان شیکاگو تایتل اند تراست
ساختمان شیکاگو تایتل اند تراست، (به انگلیسی: Chicago Title and Trust Building) آسمان‌خراش ۵۰ طبقه به ارتفاع ۲۳۰ متر، با کاربری اداری-تجاری است، که در شهر شیکاگو، ایلینوی مستقر می‌باشد. پروژه ساخت این ساختمان در سال ۱۹۹۰ آغاز شد و در سال ۱۹۹۲ تکمیل و افتتاح گردید.